# Côtes-de-bordeaux-saint-macaire
Le côtes-de-bordeaux-saint-macaire, ou plus simplement saint-macaire, est un vin blanc français d'appellation d'origine contrôlée produit autour de Saint-Macaire, dans le département de la Gironde.
Il s'agit d'une appellation spécifique, avec son propre cahier des charges, et non une dénomination géographique de l'appellation côtes-de-bordeaux. L'aire de production du côtes-de-bordeaux-saint-macaire prolonge vers le sud-est celle des premières-côtes-de-bordeaux, dans le vignoble de l'Entre-deux-Mers, une des subdivisions du vignoble de Bordeaux.
La production sous cette appellation est faible. En 2010, une grande partie des 4 300 hectares de l’aire d'appellation était reconvertie en cépages à vin rouge destinés à la production des appellations d’origine contrôlées bordeaux et bordeaux-supérieur.

## Historique
Saint-Macaire était aux périodes médiévale et moderne un petit port sur la Garonne, à partir duquel s'appliquait le « privilège de Bordeaux » car à la limite de la sénéchaussée sur le fleuve : les vins du Sud-Ouest étaient bloqués là jusqu'à Noël  ; l'équivalent sur la Dordogne était à Castillon, où  des gardes contrôlaient jusqu'au XVIIIe siècle les tonneaux de vin produits plus en amont (la barrique du « haut-pays » devait être différente de la pièce bordelaise). À partir du XVIIe siècle, le lit de la Garonne se déplace un peu plus au sud : Saint-Macaire perd son port fluvial.
En 1893, le Guide Féret présente la production viticole du canton de Saint-Macaire comme étant essentiellement du vin rouge, décris comme ordinaire. En 1914, les producteurs du canton fondent le « Syndicat des Graves de Saint-Macaire », dans le but d'obtenir pour leur vins la reconnaissance judiciaire de l'appellation « graves des côtes de Saint-Macaire » ; ce nom, qui évoque les vins plus prestigieux du vignoble des Graves voisin, pose problème car ce type de sol ne correspond qu'à une faible zone. Une autre tentative concerne le nom « côtes supérieures de Saint-Macaire », qui lui aussi ne sera pas retenu. En 1931, plusieurs producteurs se regroupent pour créer la coopérative vinicole de Saint-Pierre-d'Aurillac. L'appellation « Côte de Bordeaux-Saint-Macaire » est créée par le décret du 31 juillet 1937, uniquement pour des vins blancs, au cahier des charges modifié dernièrement par le décret du 5 décembre 2011, puis par l'arrêté du 12 octobre 2021.

## Vignoble
| \| Bordeaux Côtes-de-bordeaux-saint-macaire \| Localisation de l'appellation au sein du vignoble de Bordeaux. |
| Bordeaux Côtes-de-bordeaux-saint-macaire                                                                      |

En 2023, la surface déclarée en production concerne 13,3 hectares pour le côtes-de-bordeaux-saint-macaire sec et 7 ha pour le liquoreux (la production de moelleux étant trop basse que pour être publiée, pour des raisons de confidentialité). En 2008, la surface était de 53 ha.

### Aire d'appellation
L'aire d'appellation concerne dix communes : Caudrot, Le Pian-sur-Garonne, Saint-André-du-Bois, Saint-Laurent-du-Bois, Saint-Laurent-du-Plan, Saint-Macaire, Saint-Martial, Saint-Martin-de-Sescas, Saint-Pierre-d'Aurillac et Sainte-Foy-la-Longue.

### Cépages
Les cépages autorisés par le cahier des charges sont la muscadelle B, le sauvignon B, le sauvignon gris G et le sémillon B, sans contrainte relative à leur assemblage.

### Géologie
De la base, près du fleuve, vers le sommet, on distingue, : 
- le calcaire à Astéries, une formation du Tertiaire (Oligocène) formant un socle calcaire ;
- les molasses de l'Agenais sur la côte dominant la vallée de la Garonne, formés de grès et de sables accompagnés de couches argileuses ou argilo-sableuses et de lits de graviers ;
- les faluns (roche sédimentaire calcaire composée de nombreux débris coquilliers et d'une matrice sableuse et argileuse) et grès de l’Aquitanien et du Burdigalien ;
- les argiles rougeâtres à graviers du Pliocène ;
- les alluvions graveleuses du Quaternaire (graves garonnaises) sur la terrasse ancienne, située à une altitude de 90 mètres ;
- les dépôts argilo-limoneux d’origine hydro-éolienne qui recouvrent la terrasse ancienne et glissent le long des versants ainsi que sur la basse terrasse. Ces dépôts ont conduit à la formation de sols lessivés acides généralement occupés par la forêt[13],[14].

Les types de sols qui portent le vignoble sont suivant le sous-sol :
- bruns calcaires et argilo-calcaires sur le calcaire à Astéries ;
- bruns calcaires et caillouteux sur les pentes au sud et au sud-ouest ;
- argileux sur la molasse de l'Agenais ;
- de boulbènes ; ce sont des sols limono-argileux, limono-sableux, profonds, très fertiles qui se sont développés sur des alluvions fines de la Garonne et des molasses de l'Agenais ;
- sols bruns caillouteux sur la terrasse ancienne.

## Vins
Les vins produits sont soit :
- secs, avec une teneur en sucres fermentescibles (glucose et fructose) inférieure ou égale à 4 grammes par litre ;
- moelleux, teneur en sucres fermentescibles (glucose et fructose) supérieure ou égale à 34 g/L et inférieure ou égale à 45 g/L ;
- liquoreux, teneur en sucres fermentescibles (glucose et fructose) supérieure à 45 g/L. Ces derniers exigent des raisins récoltés manuellement par tries successives à surmaturité (présence de pourriture noble grâce au Botrytis cinerea).

### Rendements
Le cahier des charges indique comme rendements maximum et butoir :
- 55 à 60 hectolitres par hectare pour les blancs secs ;
- 45 à 55 hl/ha pour les moelleux ;
- 37 à 40 hl/ha pour les liquoreux[3].

Le volume déclaré produit en 2023 a été de 394 hl de côtes-de-bordeaux-saint-macaire sec (soit un rendement moyen de 30 hl/ha) et de 174 hl de liquoreux (soit 25 hl/ha). La production de moelleux est trop basse que pour être publiée, pour des raisons de confidentialité. 
En 2008, il s'agissait d'un total de 1 010 hl (soit alors 19 hl/ha).
Les rendements moyens déclarés récemment sont, pour l'AOC côtes-de-bordeaux-saint-macaire sec :
| Année | Superficie (ha) | Production (hl) | Rendement (hl/ha) |
| ----- | --------------- | --------------- | ----------------- |
| 2017  | 17,69           | 427             | 24                |
| 2018  | 24,35           | 756             | 31                |
| 2019  | 17,68           | 712             | 40                |
| 2020  | 14,01           | 431             | 31                |
| 2021  | 17,9            | 427             | 24                |
| 2022  | 18              | 379             | 21                |
| 2023  | 13,33           | 394             | 30                |
| 2024  | 7,41            | 266             | 36                |

et pour le liquoreux :
| Année | Superficie (ha) | Production (hl) | Rendement (hl/ha) |
| ----- | --------------- | --------------- | ----------------- |
| 2017  | 14,46           | 358             | 24                |
| 2018  | 13,13           | 348             | 26                |
| 2019  | 11,2            | 244             | 22                |
| 2020  | 10,66           | 194             | 18                |
| 2021  | 10,23           | 185             | 18                |
| 2022  | 10,33           | 194             | 19                |
| 2023  | 7,04            | 174             | 25                |
| 2024  | 9,76            | 146             | 15                |

La décroissance des superficies utilisées est reflétée dans ces données. Quant au moelleux, sa production prend un caractère anecdotique, qui ne permet pas au service des Douanes d'en publier les données pour des raisons de confidentialité, sauf certaines années : en 2019, 127 hl ont été produits sur 5,27 ha ; en 2021, 87 hl sur 2,34 ha.

### Dégustation
Les vins blancs secs développent des arômes plutôt fruités. La bouche offre une grande minéralité. Ils se dégustent frais en apéritif ou en accompagnant par exemple des noix de Saint-Jacques ou des fromages à pâte dure.
Les blancs moelleux (rares) sont élégants et faciles à déguster. Ils montrent de la fraîcheur, de la rondeur et de la douceur. Ils s’apprécient en apéritif et accompagnent idéalement les plats de la cuisine moderne ou exotique sucrée-salée.
Provenant de raisins botrytisés, les vins liquoreux sont marqués par des arômes d’agrumes, de miel, d'épices et d’abricot confit. Adéquats à l’apéritif, ils sont aussi appréciés avec de nombreux plats de viandes blanches et sur du Roquefort,.

## Producteurs
Liste de producteurs de côtes-de-bordeaux-saint-macaire :
- Cave de Saint-Pierre
- Château Bouillerot
- Château Cap d’Orat
- Château Courtey
- Château de Bidalet
- Château de Cappes
- Château de Damis
- Château de Jayle
- Château de la Grande Tour
- Château de Lagarde
- Château des Charmettes
- Château des Seigneurs de Pommiers
- Château Fayard
- Château Fongrave
- Château Gayon
- Château Haut-Jean-Redon
- Château Huneau
- Château La Juncasse
- Château La Piolette
- Château Larquey
- Château le Pin d’Ambert et Château du Pin
- Château Majoureau
- Château Mallié Chante l’Oiseau
- Château Malromé
- Château Perayne
- Château Pontet Bel air
- Château Rouaud
- Château Terrefort de Jeantieu
- Château Tour du Moulin de Bric
- Coopérative SCV La Girondaise
- Domaine de Malagarre
- Domaine des Catalpas
- Domaine du Ballat
- Domaine Le Pic et Château Bassac
- Domaine Le Puits Limonier